# Euonthophagus carbonarius
Euonthophagus carbonarius là một loài bọ cánh cứng trong họ Bọ hung (Scarabaeidae).